# Uměle ochuceno
Uměle ochuceno (Artificially Flavored) je studiové album skupiny DG 307. Jeho nahrávání probíhalo v srpnu 1992 ve studiu Újezd. Album produkoval Karel Vavřínek. Poprvé vyšlo v roce 1992 u společnosti Újezd jako CD i LP. V roce 2001 bylo k albu dotočeno ještě nějakolik dalších nástrojů a vyšlo ve stejném roce u společnosti Guerilla Records. Jedná se o první aktivitu skupiny po sedmnácti letech. Rovněž jde o poslední studiové album, na kterém se podílel Milan Hlavsa.

## Seznam skladeb
Autorem veškeré hudby je skupina DG 307; texty napsal Pavel Zajíček.
| Strana 1 (LP) | Strana 1 (LP)                        | Strana 1 (LP) |
| Pořadí        | Název                                | Délka         |
| ------------- | ------------------------------------ | ------------- |
| 1.            | Úvod & Uměle ochuceno                | 3:10          |
| 2.            | Příběh I. (New York - Praha - Paris) | 5:20          |
| 3.            | Andělské vlasy                       | 4:13          |
| 4.            | Nic zvláštního                       | 5:16          |
| 5.            | Světy z papíru                       | 3:27          |

| Strana 2 (LP) | Strana 2 (LP)              | Strana 2 (LP) |
| Pořadí        | Název                      | Délka         |
| ------------- | -------------------------- | ------------- |
| 1.            | Něco mi připomíná...       | 5:26          |
| 2.            | Nad stínem noci            | 1:13          |
| 3.            | Výstražný znamení          | 3:30          |
| 4.            | Příběh II.                 | 5:07          |
| 5.            | Uměle ochuceno (Verze II.) | 0:53          |

## Obsazení
Původní verze (1992)
- Pavel Zajíček – hlas, klávesy
- Milan Hlavsa – hlas, klávesy, kytara
- Tomáš Schilla – violoncello
- Ivan Procházka – klávesy
- Michaela Němcová – zpěv

Nový mix; nově nahrané party (2001)
- Ota Sukovský – baskytara
- Tobiáš Jirous – bicí, zvuky, smyčky
- Jan Pokorný – kytara